# Décembre
Pour les articles homonymes, voir Décembre (homonymie).
novembre janvier
Décembre est le douzième et dernier mois des calendriers grégorien et julien. Ce mois dure 31 jours. Il est le premier mois de l’hiver dans l’hémisphère nord et le premier mois de l’été dans l’hémisphère sud (le solstice a lieu le 20, le 21, le 22 ou le 23 décembre).
Son nom est issu du latin "decem", qui signifie dix car il était le dixième mois de l’ancien calendrier romain.

## Historique

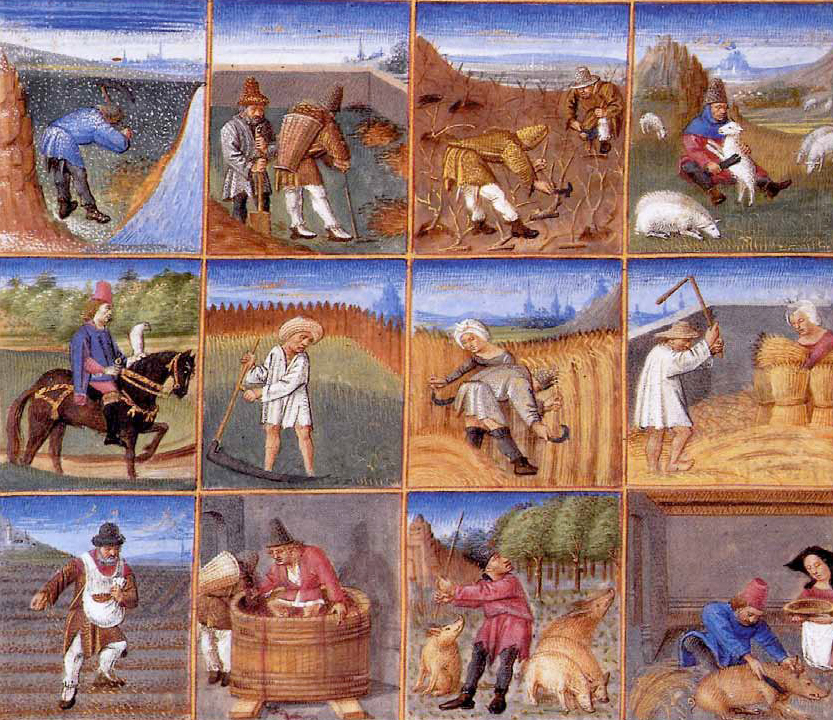
Dans le Ruralium commodorum opus de Pierre de Crescent, le mois de décembre est symbolisé par l'égorgement du cochon.

À l’origine dans le calendrier romain dit romuléen qui comprend dix mois, décembre (en latin December, de decem, dix et du suffixe bris provenant peut-être du latin ber « porter », ou de l'expression ab imbre, « après les neiges ») est le dixième mois de l'année. Les Romains ayant pris l'habitude de personnifier et de déifier tous les faits qu'ils ont du mal à expliquer (tel le cycle annuel), ils rangent d'un côté les « bons » dieux, et de l'autre les « mauvais » dieux, et prennent soin de se mettre sous la protection des premiers, pour se préserver des seconds. Ainsi dans ce calendrier romain, seuls les quatre premiers mois de l'année portent (ou se rapportent) à des dieux protecteurs, dont trois sont en réalité des déesses : Martius (mois de mars) consacré au dieu romain Mars, Aprilis (mois d'avril) consacré à Aphrodite, Maius (mois de mai) en l'honneur de Maia, Iunius (mois de juin) en l'honneur de Junon. Les autres mois avaient-ils moins de valeur que les précédents aux yeux des Romains ou, comme le pense Thomas George Tucker (en), l'importance était-elle accordée uniquement aux quatre premiers mois qui commandent la planification des travaux agricoles ? Toujours est-il que les six derniers mois ne sont à cette époque désignés que par le chiffre qui les place et qui permet de les distinguer dans le cours de l'année : Quintilis pour le cinquième mois, Sextilis pour le sixième, September pour septième, October pour le huitième, November pour le neuvième, December pour le dixième. Dans ce contexte, mars est le premier mois de l’année romaine pour honorer le fondateur de Rome Romulus dont le père était le dieu Mars mais également pour honorer le dieu agricole et guerrier : cette divinité romaine préside au printemps, au retour des beaux jours favorables à l'agriculture, et inaugure dans le calendrier la nouvelle année qui met un terme à la trêve militaire traditionnelle ouverte d'octobre à la fin février. Selon les traditions relatées par les auteurs latins (Ovide, Varron), le calendrier passe à 12 mois, soit sous Numa Pompilius, soit sous les decemviri vers 450 av. J.-C. et janvier devient le premier mois de ce calendrier dit pompilien afin de rapprocher le début d'année du solstice d'hiver qui met fin à la saison morte et amorce le renouveau solaire. Cependant, les années romaines sont identifiées par la date d'élection des deux consuls, qui prennent leurs fonctions le 1er mai et le 15 mars avant 153 av. J.-C.. Le début de l'année consulaire est fixé au 1er janvier lors de la mise en place du calendrier julien en 45 av. J.-C., Jules César le faisant commencer non précisément au solstice d'hiver mais seulement au jour de la nouvelle lune qui suivait directement celui-ci, afin de s'accommoder de la mentalité des Romains, accoutumés à l'année lunaire.
Au Moyen Âge, les pays de la chrétienté utilisent le calendrier julien et commencent la numérotation de l'année à une fête religieuse importante, le 25 décembre (style de la Nativité de Jésus), le 25 mars (style florentin ou style de l'Annonciation), voire à Pâques (style de Pâques) comme dans certaines régions françaises. Cependant, les calendriers médiévaux continuent à afficher les années selon la coutume romaine, en douze colonnes allant de janvier à décembre. Dès le haut Moyen Âge, les autorités religieuses prévoient les temps liturgiques où il est interdit de célébrer le mariage : cela va, selon les régions, depuis l'Avent jusqu'à l'octave de l'Épiphanie du Seigneur, de la Septuagésime à l'octave de Pâques, du dimanche avant les Rogations au septième jour après la Pentecôte, si bien que le mois de décembre, marqué par l'Avent, est une période moins propice pour les mariages. En France, décembre s'impose comme le 12e mois lorsque le roi Charles IX décide, par l’édit de Roussillon en 1564, que l’année débuterait désormais le 1er janvier. Le pape Grégoire XIII étend cette mesure à l'ensemble de la chrétienté avec l'adoption en 1582 du calendrier grégorien qui se met en place progressivement dans les États catholiques, lentement dans le reste du monde (la Turquie n'adopte cette réforme qu'en 1926). Mais même dans les pays chrétiens, l'application de cette réforme reste très inégale. Ainsi pendant plusieurs siècles, il n'est pas rare que deux villages voisins puissent fêter Noël à des semaines d'intervalle, ou que des paysans se révoltent contre les jours (de fête, de travail) qu'on leur avait « volés » en ajustant le calendrier. En France, l'ordre des quatre derniers mois de l'année du calendrier est en partie conservé dans l’écriture courante des actes jusqu'à la Révolution et même au cours du XIXe siècle : VIIbre, 7bre ou 7bre (septembre) ; VIIIbre, 8bre ou 8bre (octobre) ; IXbre, 9bre, 9bre ou 9bre (novembre) ; Xbre, 10bre ou 10bre (décembre). Ainsi, l'étymologie latine du mois de décembre rappelle encore aujourd'hui l'ordre que ce mois tenait dans l'année du calendrier dit pompilien : désormais en douzième position, il était « le dixième » de l'année.

## Activités sociales et économiques
Dans l'hémisphère nord, ce mois est marqué par le cycle de l'Avent et le développement des symptômes de la dépression saisonnière hivernale chez les sujets prédisposés. Les hebdomadaires d'information voient leurs ventes décliner, les audiences de la télévision fléchissent nettement à la fin du mois. Les fêtes de Noël assurent aux commerçants leur meilleur chiffre d'affaires, tout comme celui des pickpockets.
En France, dans le calendrier républicain, décembre était à cheval sur les mois de Frimaire et de Nivôse. Ce mois est marqué dans la vie politique par la trêve des confiseurs. Toujours dans ce pays, il se distingue par une poussée homicide qui l'amène presque au niveau de juillet pour les meurtres tandis que les suicides se font les plus rares. Il se caractérise également par la multiplication des cambriolages des résidences secondaires.

### Célébrations fixes

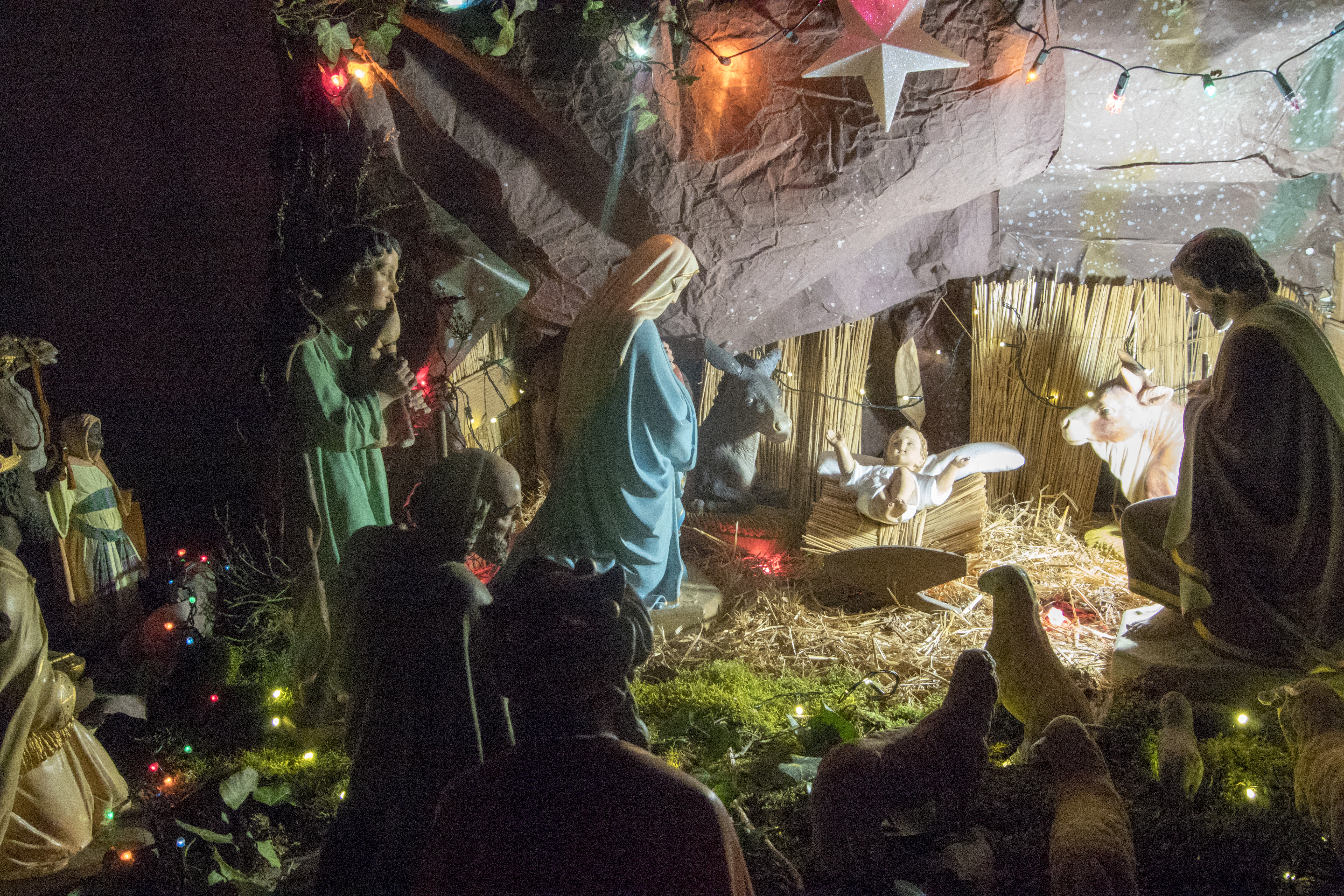
Crèche de Noël

Les célébrations à date fixe sont recensées dans la section célébrations des éphémérides de décembre ci-dessus.
Ce mois est notamment marqué par la Saint Nicolas le 6, le réveillon de Noël le 24, Noël le 25, le réveillon de la Saint Sylvestre le 31.

### Célébrations mobiles
Le 2e dimanche a lieu la journée internationale des enfants en faveur de la radio et de la télévision (UNICEF. Le 3e vendredi est célébré la journée mondiale du pull de Noël.

## Astronomie
Ce mois est marqué par plusieurs pluies de météores. Parmi cette liste d'essaims météoritiques : les Andromédides (du 25 septembre au 6 décembre, avec un pic vers le 9 novembre), Canis minorides (en) (du 4 décembre au 15 décembre, avec un pic vers le 10 décembre), Coma bérénicides (du 12 décembre au 23 décembre, avec un pic vers le 16 décembre), Géminides (mi-décembre, avec un pic entre le 12 et le 14), Monocerotides (en) (du 7 décembre au 20 décembre, avec un pic vers le 9 décembre), Phoenicides (en) (du 28 novembre au 9 décembre, avec un pic vers le 6 décembre), Quadrantides (généralement en janvier mais peuvent débuter en décembre), Sigma hydrides (en) (du 3 au 15 décembre, avec un pic vers le 12 décembre) et les Ursides (du 17 au 26 décembre, avec un pic vers le 22 décembre).

## Traditions et superstitions

### Symboles
La couleur associée au mois de décembre est le bleu, donc la turquoise, le lapis-lazuli, le zircon bleu et la tanzanite sont les pierres de naissance (en) pour les personnes qui sont nées en décembre. La fleur de naissance est le narcisse paperwhite (en) et le houx.

### Astrologie
Décembre, en astrologie, commence dans le tropique astrologique ouest avec le soleil dans le signe du Sagittaire et finit sur le signe Capricorne.

### Dictons du mois et interprétations
Les cultures populaires se sont inventés des dictons météorologiques pour conjurer l'incertitude. Dans ces dictons qui ne traduisent une réalité que pour les pays tempérés de l'hémisphère nord, on distingue deux groupes : les prévisions à court terme élaborées généralement à partir d'un savoir empirique (marins, agriculteurs, forestiers) et qui ont une certaine fiabilité ; les prévisions à long terme qui s'appuient sur le calendrier et n'ont aucune fiabilité.
Voici une liste de quelques dictons se rapportant à ce mois et leurs interprétations :
- « En décembre fais du bois, et endors-toi », « neige de décembre est engrais pour la terre », « décembre de froid trop riche, ne fait pas le paysan riche », « décembre est le jour des morts, si tu ne veux pas mourir encore, habille-toi plus fort », « décembre aux pieds blancs s'en vient : an de neige est an de bien. »

Un mois de décembre froid et neigeux permet la vernalisation favorable aux récoltes, un mois trop froid « grille » les plantations
- « Quand secs sont les Avents[28], abondant l'an sera », « de la Toussaint à l'Avent, jamais trop d'eau ni de vent. » (dicton du Midi toulousain, d'Auvergne), « qui plante en Avent, gagne une année sur le temps », « tel Avent, tel printemps »

Un mois de décembre non humide annonce de bonnes récoltes
- « Décembre trop beau, l'été dans l'eau »
- « Si en Décembre froid et neige ont gagné, beau et joyeux sera ton mois de mai »[29].
- « Il faut des Avents froids et secs si l'on veut boire sec »[29]
- « Fais provision de chair à saler en décembre »[30].

## Toponymie
Les noms de plusieurs places, voies, sites ou édifices, de pays ou régions francophones, contiennent le nom de ce mois avec ou sans quantième, sous diverses graphies.